# Dishonored
Dishonored är ett datorspel i genren actionäventyr och sneak 'em up, utvecklat av Arkane Studios och utgivet av Bethesda Softworks i oktober 2012 till Microsoft Windows, Playstation 3 och Xbox 360. Spelet utspelar sig i den fiktiva, pestdrabbade industristaden Dunwall och följer historien om Corvo Attano, livvakt till landets kejsarinna. Han blir anklagad för hennes mord och tvingas att bli en lönnmördare, som söker hämnd på dem som konspirerade mot honom. Corvo får hjälp på sin resa av lojalisterna – en motståndsgrupp som kämpar för att återta Dunwall, och The Outsider – en kraftfull varelse som genomsyrar Corvo med magiska förmågor. Flera skådespelare, däribland Susan Sarandon, Brad Dourif, Carrie Fisher, Michael Madsen, Lena Headey och Chloë Grace Moretz lånade ut sina röster till spelets figurer.
Spelet spelas från ett förstapersonsperspektiv och tillåter spelaren att göra en serie morduppdrag på en mängd olika sätt. Uppdragen kan slutföras genom smygande, strider eller en kombination av båda. När spelaren utforskar varje nivå öppnas nya vägar och alternativ för att klara av uppdragens mål, och det är möjligt att slutföra samtliga uppdrag, där spelaren eliminerar Corvos alla mål, på ett icke-dödligt manér. Berättelsen och uppdragen ändras som svar på spelarens våldshandlingar eller brist på sådana. Magiska förmågor och utrustning är utformade för att kombineras för att skapa nya och varierande effekter.
Under sina tre produktionsår har flera versioner av Dishonored utvecklats. Före skapandet av Dunwall – inspirerad av London och Edinburgh under sena artonhundratalet – ägde spelet rum i medeltida Japan och London under sextonhundratalet. Under utvecklingen upptäckte spelartestarna metoder för att utnyttja de tillgängliga krafterna och förmågorna till att uppnå oväntade resultat; i stället för att begränsa dessa tekniker försökte designerna att omdesigna nivåerna för att ackommodera dessa. Spelets musik producerades av kompositören Daniel Licht för att representera London på artonhundratalet.
Dishonored fick positiva recensioner, med fokus på uppdragens individuella narrativ och valfrihet för att avklara dem. Spelet fick kritik för dess övergripande berättelse, som ansågs vara förutsägbar, och problem med styrningen av spelarfiguren. Efter dess lansering vann spelet flera utmärkelser, bland annat en Spike Video Game Award för Bästa actionäventyrsspel och BAFTA Award för Bästa spel, och upprepade gånger erkänt Dishonored som det bästa actionäventyrsspelet från 2012 och ett av 2012 års bästa spel. Till följd av dess lansering var Dishonored kompletterat med ytterligare innehåll med fokus på lönnmördaren Daud och hans strävan efter inlösen. Playstation 4 och Xbox One-versioner av spelet släpptes i augusti 2015. En uppföljare, Dishonored 2, tillkännagavs i juni 2015.

## Spelupplägg
Dishonored är ett actionäventyrsspel som spelas ur ett förstapersonsperspektiv med betoning på smygande och att utnyttja verktyg och miljön till att eliminera fiender. Spelvärlden är en serie av självskapade och uppdragsfokuserade områden avsedda för flera sätt att utforska i termer av rörelser och krafter. Mellan uppdragen tas spelaren till ett centralt nav vid namn Hound Pits pub där spelarfiguren Corvo kan träffa sina allierade, få uppdragsgenomgångar och alternativa mål, och omvandla återvunnet byte till nya utrustningar och uppgraderingar. Spelets områden inkluderar lastkajer, kungliga gods, fattiga gator och ett badhus. Spelaren kan spara sina framsteg när som helst, och spelet innehåller ett sparsystem i form av sparpunkter. Sparfunktionen inaktiveras under strider.  Spelet har fyra svårighetsgrader som modifierar effektiviteten av hälsa och mana (magiska) drycker, samt för fiendernas medvetenhet, skada och lyhördhet. I den lätta svårighetsgraden kommer spelarens hälsa att regenereras.
Dishonored innehåller rollspelselement, såsom möjligheten att uppgradera krafter och göra moraliska val med fokus på icke-linjära konsekvenser. Spelet är utformat till att göra det möjligt för spelaren att slutföra det utan att döda någon icke-spelbar figur (NPC), inklusive bossfigurer och uppdragsmål. Ett exempel på en icke-dödlig situation som angavs av designern Harvey Smith innefattade att spelaren skulle slutföra ett sidouppdrag för en figur, och i gengäld skulle figuren få två av Corvos måltavlor kidnappade och förslavade. Varje uppdrag innehåller flera sätt att utforska och komma åt sina mål. Rörelsen genom och utforskning av nivåerna är utformade för att stödja spelarfigurens förmågor, snarare än specifika vägar som syftar till en viss spelstil, såsom hackning eller smygande. Specifika uppdragselement, såsom förändringar i färgen av ett måls kläder och mask i ett uppdrag randomiseras, vilket kräver att spelaren måste utforska spelområdet för att hitta målet varje gång som uppdraget spelas.
Spelarens handlingar bedöms inte till att vara goda eller onda, utan spåras av ett "kaos"-system som registrerar mängden vådaskott, våld och dödsfall som spelaren orsakar. Detta förändrar spelvärlden, påverkar handlingen utan att straffa spelaren eller tvinga denne att välja en spelstil framför en annan. Till exempel kan en NPC som ogillar våld vägra att stödja spelaren, eller kanske till och med förråda denne. Spelet reagerar på det kaos som orsakas på ett skriptat manér, såsom förändrade dialoger och dynamiska vägar, som att öka förekomsten av råttor och smittade medborgare samt lägga till nya scener. Detta kan påverka det aktiva uppdraget och framtida uppdrag. Systemet påverkar också vilka av spelets två slut har uppnåtts, med variationer beroende på vilka figurer som lever eller dött. När spelaren använder våld kommer uppdragen att kunna slutföras på kortare tid än med hjälp av smygmetoder, men våld förbrukar mer resurser såsom hälso- och manadrycker, som krävs mycket oftare i direkta strider.

### Förmågor och krafter
Dishonored innehåller sex aktiva krafter, fyra passiva krafter eller förbättringar, och fyrtio benamuletter som beviljar spelaren naturliga förmåner, såsom förmågan att öka varaktigheten av en råttbesittning. Under början av spelet kan endast tre benamuletter vara aktiva närsomhelst; upp till sex kan vara aktiva genom valfria uppgraderingar. Smith och designern Raphaël Colantonio uppgav att det är omöjligt för en spelare att samla alla krafter och förmågor i en enda genomspelning. Mana krävs för att spelaren ska kunna använda dessa förmågor; mana regenereras delvis efter användning för att tillåta att krafterna "Blink" och "Dark Vision" används, men manadrycker krävs för att regenerera mer mana, samt begränsa användningen av högkostnadsförmågor såsom "Possession" och "Bend Time". Spelaren kontrollerar spelarfigurens båda händer: den vänstra handen är avsedd för magi och distansvapen medan den högra är avsedd för svärd.
De viktigaste övernaturliga krafterna låses upp och köps med hjälp av runor – artefakter karvade från valben – och var och en kan uppgraderas. Krafter inkluderar "Dark Vision", som gör det möjligt för spelaren att se fiender genom väggar, deras synfält och belysa interaktiva objekt; "Blink", som spelaren kan använda för att teleportera sig längs korta sträckor; "Possession", som tillåter spelaren att tillfälligt bebo och kontrollera andra figurer; "Devouring Swarm", som tillkallar en svärm av dödliga råttor; "Bend Time", vilket saktar ner eller fryser tiden; "Wind Blast", en vindpust som kan knuffa ner fiender; och "Shadow Kill" som förvandlar döda fiender till aska, vilket förhindrar deras upptäckt. Spelaren kan använda vapen såsom ett svärd, granater, ett armborst och pistoler. Mynt måste samlas för att uppgradera vapen och verktyg.
Smygande bygger på att begränsa spelarfigurens synlighet; gömma sig bakom föremål och byggnader, undvika fiendernas synfält och undvika upplysta områden bidrar till att minska att bli upptäckt. När spelaren gömmer sig bakom ett objekt kan denne luta sig runt sidorna för att se närområdet och tjuvlyssna, och så länge som Corvo förblir gömd kommer inte hans fiender kunna se honom. Spelaren kan också titta igenom nyckelhål för att få sig en inblick i det stängda rummet. Smyga upp bakom fiender tillåter spelaren att neutralisera dem tyst, och medvetslösa eller döda kroppar kan flyttas och gömmas.
Vakter har flera alerttillstånd, som sträcker sig från normalt till misstänkt; de kan bli medvetna om spelarens närvaro eller kan aktivt leta efter denne. Fiendens artificiella intelligens (AI) kommer att svara på ljud och kan bli distraherade genom att ljud används för att locka vakterna bort från sina positioner. Om spelaren förblir gömd från vakter kommer deras uppmärksamhet sjunka till "medveten", men det kommer inte att återgå till det normala i detta uppdrag. Fiender kommunicerar sina alerttillstånd till sina allierade, vilket ökar alertnivån under hela uppdraget.

## Synopsis

### Miljö
Dishonored utspelar sig i industristaden Dunwall, där teknologi och övernaturliga krafter samexisterar. Stadens design är utformat efter London och Edinburgh mellan det sena 1800-talet och det tidiga 1900-talet. Dunwall är huvudstaden i Empire of the Isles (Öarnas kejsardöme) och styrs av en förtryckande regim som kom till makten efter mordet på dess kejsarinna och kidnappningen av hennes dotter. Staden är ett centrum för fiske och valfångst. Valolja är en värdefull resurs som behövs för att driva staden. Efter att en filosof upptäckte att valolja – i staden känt som trans – kan användas som bränsle, använde regeringen det till att utveckla kraftfulla vapen, som i sin tur skapade korruption på regeringsnivå. Staden drabbas av en pest utspridd av råttor, som dödar de fattiga och isolerar de rika. De smittade, kända som "weepers" (gråterskor), gråter blod och kan bli våldsamma. Regeringen använder pesten som en ursäkt för att gripa eller avlägsna vilka medborgare de vill. Ordningen upprätthålls av Tallboys, tungt bepansrade officerare på långa, mekaniska ben och stadens distrikt är åtskilda av barriärer som kallas för "Walls of Light", som är gjorda av energi och disintegrerar obehöriga som försöker korsa dem. En hemlig grupp av aktivister, lojalisterna, planerar att störta regeringen och installera kejsarinnans dotter som den nya kejsarinnan.

### Figurer
Huvudpersonen i Dishonored som spelaren kontrollerar är Corvo Attano, en före detta livvakt till Dunwalls kejsarinna Jessamine Kaldwin (röstad av April Stewart). Corvo blir en ökänd mördare efter att han anklagas för kejsarinnans mord. Han är skicklig i smygande och strid, är beväpnad med ovanliga verktyg och besitter stora övernaturliga krafter. Spelets designers valde att Corvo skulle vara en tyst karaktär så att spelarna kan projicera sig på honom. Corvo assisteras av lojalisterna, som leds av amiral Havelock (John Slattery) och medlemmarna: Piero Joplin (Brad Dourif) – en uppfinnare som bygger upp Corvos mask och förser honom med verktyg; Treavor Pendleton (Derek Phillips) – en parlamentsledamot; Samuel Beechworth (Ryan Cutrano) – en ofrälse som transporterar Corvo till och från sina uppdrag, Overseer Teague Martin (Joel Johnstone); och Callista Curnow (Lena Headey) – barnvakt till kejsarinnans dotter Emily Kaldwin (Chloë Grace Moretz). Andra figurer inkluderar Granny Rags (Susan Sarandon) – en före detta aristokrat som nu är blind och sinnesrubbad efter åratal av gatuliv; Daud (Michael Madsen) – ledaren av en grupp av lönnmördare kända som "The Whalers"; och Slackjaw (Al Rodrigo) – en gängledare. Carrie Fisher och Gregg Berger ger rösterna till högtalarna som finns placerade runtom i staden som förmedlar regeringens propaganda.
The Outsider (Billy Lush) erbjuder sig att hjälpa Corvo i hans uppdrag. The Outsider beskrivs som en blandning av Gud och Djävulen och sätter sin prägel på Corvo, som genomsyrar honom med magiska förmågor och ger honom ett mekaniskt omskapat mänskligt hjärta (April Stewart) som berättar hemligheter för Corvo. The Outsider sätter också sin prägel, och ger särskilda förmågor, till andra figurer. Smith beskrev figuren som en amoralisk figur som ger förmågor, men lämnar valet hur man använder dessa till mottagaren.
Corvos mål är Lord Regent Hiram Burrows (Kristoffer Tabori) – kejsarinnans före detta spionmästare som planerade hennes död och satte dit Corvo, och som nu kontrollerar Dunwall; hans älskarinna Lady Boyle (Anna Graves) – en aristokrat som finansierar stadens militär; Lords Custis och Morgan kända som Pendleton Twins (Zach Hanks) – parlamentsledamöter; High Overseer Campbell (Daniel Hagen) – ledaren av stadens religiösa orden; och Anton Sokolov (Roger Jackson) – en genialisk uppfinnare ansvarig för skapandet av många avancerade tekniker, såsom Wall of Light.

### Handling
Corvo Attano återvänder till Dunwall från en resa utomlands för att söka hjälp med den dödliga pesten som härjar i staden. Corvo tar sig till Dunwalls torn och träffar kejsarinnan. Efter att ha levererat ett meddelande angrips de av teleporterande lönnmördare ledda av Daud; de paralyserar Corvo, dödar kejsarinnan och kidnappar hennes dotter Emily. Kejsarinnans spionmästare anländer och får Corvo fängslad för hennes mord och för Emilys kidnappning. Ett halvår senare har spionmästaren tagit makten över Dunwall som Lord Regent. Lord Regent förhör Corvo och erkänner att han är hjärnan bakom mordet och satte dit Corvo. Följande dag kommer Corvos avrättning verkställas. I Corvos cell smugglas ett brev från kejsardömets lojalister till honom, och han ges möjlighet att fly. Efter att Corvo rymt transporteras han av Samuel till Hound Pits pub för att träffa lojalisterna, som leds av amiral Havelock.
Medan Corvo tar en tupplur på puben blir han tagen till en drömvärld där han möter the Outsider, som brännmärker Corvo med sin prägel. Corvo skickas av lojalisterna till att eliminera konspiratörerna bakom Lord Regents plan, och spelaren ges möjlighet att döda eller på annat sätt neutralisera Corvos mål, varav den första är High Overseer Campbell. Under uppdraget möter Corvo Granny Rags och Slackjaw. Corvo tar hand om High Overseer och påträffar Emily i en bordell vid namn Golden Cat under tillsyn av tvillingarna Custis och Morgan Pendleton. Corvo räddar Emily och eliminerar bröderna. Efter att Corvo återvänder till puben tas Emily om hand av Callista för att förbereda henne till att bli kejsarinna, medan Corvo skickas till att kidnappa vetenskapsmannen Sokolov, som är ansvarig för Lord Regents kraftfulla teknologier. Sokolov tas till puben för förhör, där han avslöjar identiteten på Lord Regents finansiär, Lady Boyle. Corvo infiltrerar Boyles maskeradbal, där han måste ta reda på vilken av de tre systrarna är Lord Regents älskarinna, och neutraliserar henne.
Efter att Havelock återvänder till puben bekräftar han att de har gjort tillräckligt med skada för att gå vidare mot Lord Regent. Corvo infiltrerar Dunwalls torn och avlägsnar Lord Regent från makten och får samtidigt veta att Lord Regent importerade pesten med avsikt att decimera samhällets lägre klasser, men att pesten snabbt spårade ur. Corvo återvänder till Hound Pits pub där lojalisterna firar deras framgång. Efter att Corvo delar sin drink går han till sitt rum och kollapsar. När han vaknar upp får han veta att hans drink var förgiftad av Samuel på uppdrag av Havelock och hans lojalistallierade Treavor Pendleton och Teague Martin för att hindra honom att lägga sig i deras plan att placera Emily som kejsarinna och styra landet med henne som marionett. Samuel förblir lojal till Corvo som hade gett honom en icke-dödlig giftdos. Samuel placerar Corvo på en flotte i floden och flyr. När Corvo vaknar upp blir han fånge hos lönnmördaren Daud och hans män, som dödade kejsarinnan och har för avsikt att göra anspråk på blodpengarna som placerats på Corvos huvud av den nye Lord Regent Havelock.
Corvo besegrar Daud och hans lönnmördare innan han reser genom Dauds territorium och in i avloppet där han hittar Granny Rags som försöker att koka Slackjaw. Corvo kan välja att antingen eliminera Slackjaw eller Granny Rags, som visade sig vara en häxa vid namn Vera Moray. Corvo återvänder till puben för att upptäcka att den blivit stormad av vakterna och att Havelock har dödat många av lojalisterna. Han upptäcker där att Havelock tagit Emily, och kan rädda Piero, Sokolov och Calista. Corvo signalerar till Samuel, som transporterar honom till den tidigare Lord Regents fyr. Han infiltrerar fyren och kan antingen ta hand om Pendleton och Martin eller upptäcka att Havelock, för att säkerställa att lojalisternas handlingar aldrig får uppdagas, redan dödat dem. När Corvo tagit hand om Havelock kommer han kanske eller kanske inte rädda Emily. Havelocks dagbok avslöjar att Lord Regent misstänker att Emily är Corvos dotter.
Slutet varierar beroende på hur mycket kaos som spelaren har orsakat under hela spelet. Om Corvo räddar Emily kommer hon bestiga tronen som kejsarinna med Corvo vid sin sida. Om endast en liten mängd kaos har orsakats påbörjas en guldålder i staden och pesten blir till sist betvingad. Efter många decennier kommer Corvo dö av naturliga orsaker och kejsarinnan Emily Kaldwin the Wise begraver honom bredvid kejsarinnan Jessamine. Om spelaren orsakar mycket kaos kommer staden fortfarande stanna i kaos och blir översvämmad av pesten. Om Corvo inte räddar Emily kommer Dunwall att förfalla och Corvo flyr från staden med en båt.

## Utveckling
Bethesda Softworks tillkännagav först Dishonored som ett actionäventyrsspel med smygelement i förstapersonsperspektiv till Microsoft Windows, Playstation 3 och Xbox 360 den 7 juli 2011. Dishonored är det första spelet från Arkane Studios som Bethesda lanserat efter att Bethesdas ägare Zenimax Media köpte Arkane i augusti 2010. Arkane Studios grundare Raphaël Colantonio och Deus Ex-utvecklaren Harvey Smith var spelets creative directors, och Deus Ex-designern Ricardo Bare arbetade som Lead Designer. Visual design director Viktor Antonov, som designade City 17 i Half-Life 2 och art director Sebastien Mitton ledde grafiklaget. Smith, Colantonio Antonov och Mitton tillbringade tre år i förproduktion. Bethesda kontaktade Arkane och bad dem att utveckla ett nytt spel och immaterialrätt. Arbetslaget hade redan idéer för att utveckla ett liknande spel, men tills Bethesda kontaktade dem hade Arkane inga specifika idéer. Mitton kontaktade Antonov i maj 2009 för att be om hans hjälp med att skapa en grafisk profil för en ny immaterialrätt. Arkanes hela arbetslag inklusive deras kontor i Lyon, Frankrike och Austin, Texas-arbetade på spelet.
Spelet stöder ett annat gränssnitt för Microsoft Windows-användare som för konsolversionerna, och stöder även Xbox 360-handkontroller på Windows-datorer. Smith beskrev arbetslagets filosofi med att låta dess utvecklare som brinner för en viss plattform med att utveckla programvaror till det; de som brinner för PC kommer att arbeta med att utveckla detta gränssnitt, medan Xbox 360-spelare tilläts utveckla Achievements för den plattformen. Dishonored släpptes officiellt till tillverkning den 28 september 2012.

## Musik
Daniel Licht komponerade spelets musik – en ambient, violinbetonad presentation avsedd till att representera 1800-talets London. Lichts musik är utformad till att få spelaren att känna sig orolig och inte ge tröst. Han beskrev musiken som en "ond dimma" som tonar in och ut ur spelet utan att sättas igång av alla skriptade ögonblick eller för att varna för kommande faror, utan i stället skapar musiken ett intryck av ständigt närvarande fara. Då Dishonored innehåller några filmiska scener med långa interaktioner med en viss figur befann sig Licht begränsad med att utveckla specifika figurteman, och i stället fokuserade på att till stor del komponera ambient-musik. Prover av Lichts ambient-teman användes i några av spelets filmiska scener, även om Licht inte var inblandad i att komponera dem. Licht planerade att musiken skulle var en blandning av äldre musik som passar spelets tidsperiod, och 1900-talets tekniker såsom omvänt ljud. Dishonoreds låt som spelas i eftertexterna, "Honor for All", skrevs av Licht och hans brorson Jon, som också gav sångröst till låten. Den skrevs som en belöning för spelare som hade avslutat spelet.

## Lansering
Dishonored släpptes till Microsoft Windows, Playstation 3 och Xbox 360 i Nordamerika och Frankrike den 9 oktober 2012, den 11 oktober i Australien och den 12 oktober i Europa och Storbritannien. För att fira den nordamerikanska lanseringen signerade Smith, Colantonio och andra medlemmar från Arkane Studios kontor i Austin, Texas, exemplar av spelet på en lokal Gamestop-butik. En årets spel-utgåva, som innehåller samtliga släppta nedladdningsbara innehåll (DLC), släpptes i oktober 2013. Definitive Edition, en remastrad version av spelet med förbättrad grafik och samtliga släppta DLC-paket släpptes till Playstation 4 och Xbox One i augusti 2015.

### Marknadsföring
Bethesda Softworks utvecklade ett spin-off-spel till IOS med titeln Dishonored: Rat Assassin, som släpptes gratis den 30 augusti 2012. Spelet kräver att spelare använder en kniv och armborst för att döda råttor och samtidigt undvika bomber. Rat Assassin fick ett positivt mottagande för dess variation och mängden innehåll som tillhandahölls, men fick en del kritik för dess mörka grafik, vilket gjorde det svårt att se råttorna. Spelet drog oftast paralleller till mobilspelet Fruit Ninja.
Som en del av spelets marknadsföring anställde Bethesda Copilot Strategic Music + Sound för att utveckla det olycksbådande "The Drunken Whaler", en modifierad version av shantyn "Drunken Sailor". Copilot beslutade att använda vanliga barn till att sjunga texterna i stället för en professionell ungdomskör, i syfte att uppnå en mörk och gripande atmosfär till musiken. Men de tyckte att det var svårt att rekrytera barn från lokala skolor för att sjunga om skurna halsar och hungriga råttor, och i stället användes barnskådespelare, vuxna sångare som kunde imitera barn, och deras vänners barn. Instrument inkluderade fioler, icke-stämda och förvrängda gitarrer, och en "valfångar-stomp" som skapades av arbetslaget, som stampade på träplankor för att skapa ett pulserande ljud. "The Drunken Whaler" dök upp i spelets trailer och fick ett positivt mottagande under sin presentation vid Electronic Entertainment Expo (E3) 2012. Efter sin debut sågs trailern över 850 000 gånger på Youtube, och det tilldelades utmärkelsen "Bästa trailer" av Machinima.
En uppsättning av tre animerade filmer, med titeln Tales from Dunwall som fungerade som en prequel till Dishonored, släpptes i september 2012. Filmerna visar upptäckten av val-brännolja, Outsider som sätter sin prägel på en liten pojke som var på jakt efter hämnd, och Piero som bygger Corvos mask. Alla tre filmerna skapades av animationsstudion PSYOP och Marketing Firm Rokkan, och skildrades av Chloë Grace Moretz med musik av Daniel Licht. Varje Tales from Dunwall-episod fick en gyllene Clio Award för prestation inom reklam. Under samma månad användes spelet som inspiration för protetiska sminkeffekter på TV-dokusåpan Face Off.

### Nedladdningsbart innehåll

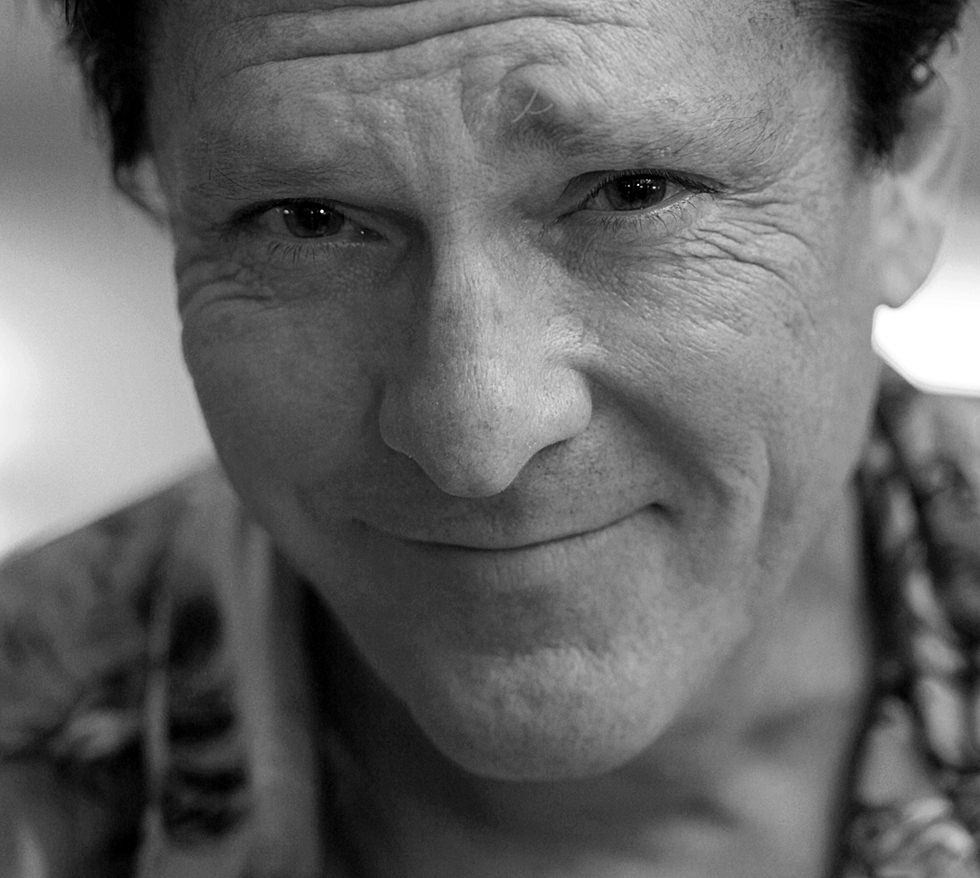
Michael Madsen repriserade sin roll som lönnmördaren Daud i Dishonoreds nedladdningsbara innehåll The Knife av Dunwall och The Brigmore Witches.

En mängd olika förhandsbokade delar tillkännagavs för spelet, inklusive ett Dishonored-tema, 72-kortlek av tarotkort, en USB-valoljelampa och en smartphone-dekal. DLC-delarna erbjöd paket för spelarfiguren, inklusive paketen "Arcane Assassin", "Shadow Rat", "Backstreet Butcher" och "Abrocatic Killer" som erbjuder förbättringar hos spelarfigurens förmågor, pengar och en staty av en av spelets varelser. "Dunwall City Trials", spelets första DLC-paket efter spelets lansering, släpptes den 11 december 2012 och innehåller 10 utmaningskartor. Spelaren måste besegra vågor av fiender, klara av tempo-utmaningar och utföra en serie av lönnmord i vilken spelaren dödar ett mål genom att hoppa ner från en plats ovanför målet.
Två berättelsebaserade kampanj-DLC-paket tillkännagavs i oktober 2012 till att släppas 2013, och som följer lönnmördaren Daud när han söker efter sin inlösen för att ha mördat kejsarinnan Jessamine i Dishonoreds huvudberättelse. Den första expansionen, The Knife av Dunwall släpptes den 16 april 2013 till Playstation 3, Xbox 360 och Microsoft Windows. Det innehåller Daud (återigen med röst av Michael Madsen) som en spelbar figur, med sin egen förmåga inklusive: "Void Gaze", som kombinerar funktionerna hos Corvos "Dark Vision" med de från The Heart, som vägleder Daud till runor och benamuletter; sin egen version av "Blink", som gör det möjligt att pausa tiden; och en förmåga som gör det möjligt för Daud att kalla på hans lönnmördaranhängare. Dessutom har Daud sina egna verktyg, såsom bedövningsminor, en dold vristmonterad pilbåge, "Chokedust"-granater som förvirrar fiender; och arkminor som kan upplösa fiender. The Knife of Dunwalls berättelse löper parallellt med den i Dishonored, som ger Dauds perspektiv på händelserna och introducerar nya platser, till exempel ett valslakteri och Dunwalls rika rättsdistrikt. The Knife of Dunwall har också en extra svårighetsgrad, "Master Assassin", som görs tillgängligt efter att ha avslutat det. Designern Ricardo Bare tjänade som innehållets kreative chef. Det andra och sista expansionspaketet under titeln The Brigmore Witches släpptes den 13 augusti 2013. The Brigmore Witches handlar om Dauds uppdrag att stoppa häxorna från att uppföra en kraftfull ritual som skulle döma honom, och avslutas med Dauds slutliga öde i Corvos händer i huvudspelet. DLC-paketet för över spelarens val och uppgraderingar från The Knife av Dunwalls sparfil.

## Mottagande
| Mottagande                | Mottagande                                                                                |
| Samlingsbetyg             | Samlingsbetyg                                                                             |
| Tjänst                    | Betyg                                                                                     |
| ------------------------- | ----------------------------------------------------------------------------------------- |
| Gamerankings              | 90.57% (14 recensioner) (PC) 89.61% (32 recensioner) (PS3) 89.09% (38 recensioner) (X360) |
| Metacritic                | 91/100 (29 recensioner) (PC) 89/100 (35 recensioner) (PS3) 88/100 (56 recensioner) (X360) |
| Recensionsbetyg           |                                                                                           |
| Publikation               | Betyg                                                                                     |
| Computer and Video Games  | [ 106 ]                                                                                   |
| Destructoid               | [ 107 ]                                                                                   |
| Electronic Gaming Monthly | [ 108 ]                                                                                   |
| Eurogamer                 | [ 109 ]                                                                                   |
| FZ                        | [ 110 ]                                                                                   |
| G4                        | [ 111 ]                                                                                   |
| Game Informer             | [ 112 ]                                                                                   |
| Gamespot                  | [ 113 ]                                                                                   |
| Gamesradar                | [ 114 ]                                                                                   |
| GamesTM                   | [ 115 ]                                                                                   |
| Gamereactor               | [ 116 ]                                                                                   |
| IGN                       | [ 117 ]                                                                                   |
| Joystiq                   | [ 13 ]                                                                                    |
| Videogamer.com            | [ 118 ]                                                                                   |
| The Daily Telegraph       | [ 9 ]                                                                                     |
| The Escapist              | [ 119 ]                                                                                   |
| FZ                        | [ 120 ]                                                                                   |
| Kotaku                    | Positivt                                                                                  |
| Level 7                   | [ 122 ]                                                                                   |
| Loading.se                | [ 123 ]                                                                                   |
| News.com.au               | [ 124 ]                                                                                   |
| The Verge                 | [ 8 ]                                                                                     |

Dishonored fick positiva recensioner från recensenter. Recensions-sammanställningswebbplatsen Gamerankings gav de genomsnittliga betygen på 90,57% baserat på 14 recensioner på Microsoft Windows-versionen, 89,61% baserat på 32 recensioner på Playstation 3-versionen, och 89,09% baserat på 38 recensioner på Xbox 360-versionen. Metacritic gav genomsnittsbetygen 91 av 100 baserat på 29 recensioner på Microsoft Windows-versionen, 89 av 100 baserat på 35 recensioner på Playstation 3-versionen, och 88 av 100 baserat på 56 recensioner på Xbox 360-versionen.
Handlingen i Dishonored fick en polariserad respons med många recensenter som berömde de fristående berättelserna som driver varje uppdrag, men kritiserade spelets övergripande narrativ. Cam Shea från IGN sade att det är "synd att Dishonoreds berättelse inte är större än summan av dess minnesvärda delar", och tillade att "Dishonored är ett spel som du kommer prata med dina vänner om". Dan Whitehead från Eurogamer, Arthur Gies från The Verge och Patrick Klepek från Giant Bomb kritiserade spelets slut för dess generiska uppdrag, "sena berättelsefelsteg" och abrupta slut. Klepek kritiserade också den repetitiva omgivande dialogen i uppdragen. Whitehead uppgav också att de unika, uppfinningsrika och distinkta uppdragen ger en minnesvärd genomspelning som underminerade den övergripande berättelsen. Alexander Sliwinski från Joystiq var besviken över det abrupta slutet, och att berättelsen inte utforskade mycket av den utvecklade världen Dunwall, men sade att den samlade upplevelsen fick honom att vilja ha mer. Däremot skrev Susan Arendt från The Escapist att handlingen hade ett bra tempo och John Keefer från Shacknews uppgav att det var känslomässigt fördjupande och är "rollspelande på sitt berättelsedrivna bästa", men tillade att vissa delar av handlingen inte riktigt förklarades eller utvecklades.
Spelupplägget fick höga betyg för att det ger spelarna frihet att använda olika metoder för att slutföra mål och utforska nivåerna. Keefer skrev att spelets mekaniker såsom krafterna och utrustningarna inte är nödvändiga i spelet och förringade inte berättelsen, men tjänade som valfria bonusar i nivåer som kan fyllas med kreativitet och skicklighet. Han sade också att vissa uppdrag erbjuder för mycket frihet utan vägledning, vilket lämnar spelaren vilse i hur denne ska gå tillväga. Enligt Gies kan spelet förefallas som ostrukturerat från ett nivådesignperspektiv, men efter att ha utforskat dem blir det tydligt om hur mycket tankar gick till olika åtgärder som en spelare kan ta, vilket tillåter dem att kunna experimentera i stället för att fokusera på en stel och måldriven design. Chris Watters från Gamespot åtnjöt de olika vägvalen och de metoder som spelaren kan genomkorsa varje nivå med "övertygande förmågor", speciellt med "Blink"-kraften, och valfrihet som han sade gjorde Dishonored till "ett av de mest anmärkningsvärda spelen från [2012]". Arendt sade att spelets flexibilitet var också en brist, där vissa spelstilar gynnade vissa förmågor som, när de är fullt uppgraderade, utesluter önskan att utforska nivåer efter ytterligare förbättringar och resurser. Joe Juba från Game Informer skrev också att spelet straffar spelarna när de tar vissa vägar, i synnerhet en med våld, som resulterar i svårare spelande och ett uppfattat mindre tillfredsställande slut, vilket uppmuntrar smygande över alternativ. Jason Schreier från Kotaku satte Dishonored i kontrast till andra samtida datorspel, och sade att där andra spel kan kräva att en spelare hittar en specifik lösning för att besegra en fiende eller lösa ett pussel "känns Dishonored som att gå in i en designers lekhage", som ger spelarna en rad verktyg och låter sedan dem experimentera med hur de interagerar med, eller har sönder, världen.
Recensenter sade också att spelets variation uppmuntrar återspelning. Alex Dale från Computer and Video Games berömde spelets variation och återspelning, och sade att "Dishonored kräver inte att du ser allt det har att erbjuda, även om det är tvångsmässigt nog för att du kommer göra det". William Colvin från News.com.au skrev att spelets enda brist kan vara att det erbjöd för många alternativ, och Watters konstaterade att spelet uppnår en sällsynt bedrift i att vara "tvångsmässigt återspelsbart". Problemen i spelarens kontroll över Corvo uppmärksammades; Whitehead noterade att kontrollerna inte svarade när de används i kontextuella situationer. Sliwinski sade att kontrollerna fungerade väl.
Recensenter kritiserade spelets artificiella intelligens, som vissa betraktade som inkonsekventa. Whitehead kritiserade hans erfarenhet med fiender som kunde se Corvo från ett stort avstånd men som ibland förblir omedvetna om honom medan denne befinner sig i fienders periferiseende. Juba kritiserade den inkonsekventa upptäckten av fiender som leder till oförutsägbara och otillförlitliga smygmekaniker som kan tvinga smygfokuserade spelare till en stridssituation, som deras spelarfigur inte är byggd för. Enligt Jake Gaskill från G4 fungerade AI:n väl i strider med fiender som använder olika taktiker och som effektivt går till motattack, men när de inte varnas skulle fiender ignorera handlingar som sker direkt framför dem. Watters nämnde också stillestånd i fiendens intelligens, men han sade att det förblev envist nog att hålla fiender formidabla.
Spelets grafik och design fick också beröm; Gaskill sade att den grafiska stilen är unik och spelvärlden är både levande och fullt realiserad, och Gies konstaterade att spelet har en "sammanhållande vision och design som står åtskilt från sina samtida spel som något annat". Colvin beskrev Dishonored som "en triumf för mediet... som sätter standarden för grafik, berättande och figurframförande", och att det är "lätt det snyggaste spelet du kommer att spela i år." Juba ansåg att den "steampunk-inspirerade" tekniska design var fascinerande, och konstaterade att spelets visuella stil och konstinriktning erbjuder en distinkt estetik som följer den "mörka och störande" kunskapen som kan hittas i staden.
Recensenter jämförde Dishonored med hyllade spel från början av 2000-talet såsom Deus Ex och spelserien Thief. Tom Hoggins från The Daily Telegraph sade att det är som den "tänkande mannens spel [från] sekelskiftet som värnade om spelarens val och kontroll", och jämförde det mot samtida "bullriga och tanklösa spänningsåkturer besatta med militära stridsrop och knappast interaktiva ögonblick". Dale kallade Dishonored "ett av de bästa spelen i denna generation", och skrev att det utmärkte sig genom att dra inspiration från äldre spel och tillät spelare att räkna ut lösningar utan rådgivning. Dale kallade även spelet som det första riktiga smygspelet under en lång tid, och den närmaste jämförelsen till Thief i den nuvarande generationens spel. Schreier konstaterade att spelet "[blandar] gör-vad-du-vill strukturen i Deus Ex med den mästerliga världsdesignen i Bioshock."
The Knife av Dunwall, den första delen av två berättelsebaserade nedladdningsbara paket, berömdes för sin nivådesign, som uppmuntrade utforskning för att hitta dolda föremål och alternativa vägar genom områden. Modifieringarna till vissa förmågor, i synnerhet Blink var på ett liknande sätt positivt mottaget för de förändringar som de tog med till spelupplägget från huvudspelet. Berättelsen var dock mestadels kritiserat. Polygon noterade att den dödliga lönnmördaren Daud hade inget motiv för att söka sin inlösen, och med att låta honom spelas som en icke-dödlig spelfigur skapades en klyfta med narrativet. IGN ansåg att det kändes som bara hälften av ett komplett spel, att det saknade en brådskande karaktär i dess berättelse och presenterade en besvikelse som avslutning. Berättelsen i The Brigmore Witches fick en blandad respons, där Destructoid sade att det erbjöd ett mer gripande narrativ, medan Polygon konstaterade att det saknade samma spänning som i The Knife av Dunwall och att slutet kändes förhastat och otillfredsställande. Men spelupplägget var mestadels betraktat som en förbättring, som gav en mer invecklad nivådesign och nyanserad världsbyggnad som producerade spelande som krävde en mer genomtänkt strategi. PC Gamer uppskattade att varje nivå hade ett distinkt tema, och var tillräckligt försedda för både smygande och våldsamt spelande, medan Polygon sade att endast den sista nivån förbättrades jämfört med det föregående nedladdningsbara paketet, då det införde nya mekaniker som tvingade smygande spelare att ändra sina taktiker.

### Försäljning
I veckan innan dess lansering (30 september-6 oktober) var Dishonored det tredje bästsäljande spelet på Steam, baserat på förhandsbokningar. Under den första försäljningsveckan i Storbritannien blev Dishonored det näst bästsäljande spelet på samtliga tillgängliga format bakom FIFA 13 (i sin tredje vecka), det bästsäljande PC-spelet och den största lanseringen av ett originalspel 2012, då det passerade Sleeping Dogs. Det var Storbritanniens 24:e mest sålda spel och det näst bästsäljande originalspelet 2012. I Nordamerika var Dishonored det fjärde bästsäljande spelet i oktober 2012 och såldes i 460 200 fysiska exemplar, som endast överträffades av Pokémon Black 2, Resident Evil 6 och NBA 2K13. Under Thanksgiving-helgen 2012 (23-25 november) var Dishonored det bästsäljande spelet på Steam.

### Utmärkelser
Dishonored visades upp för allmänheten på Electronic Entertainment Expo (E3) 2012, och fick fyra nomineringar från Game Critics Awards för Bästa action/äventyrspel, Bästa konsolspel, Bästa originalspel och Föreställningens bästa. Spelet erkändes också vid evenemanget för: "Föreställningens spel" av Gamespy och Joystiqs chefredaktör Ludwig Kietzmann, och nominerades av Destructoid och EGM; "Bästa actionspel" av Gamespy och EGM och nominerad av Destructoid; Best of E3 2012 Editors 'Choice Award " av Gamespot, och "mest originella spel" av G4TV. Övriga nomineringar inkluderade: "Föreställningens bästa" av Digital Trends; "Best of E3 Selection" av Yahoo! Games och Game Revolution; "E3:s bästa spel" av Cinema Blend; och "Topp 10 spel i E3" av Paste magazine och Stuff magazine. Kotaku listade "Blink"-förmågan som ett av "Topp 27 spelidéer" vid evenemanget. Jurymedlemmarna från Entertainment Software Association och Academy of Interactive Arts & Sciences utvalde "Regent", ett konstverk för spelet av konstnären Sergey Kolesov, till att bli ett av 16 verk för konstutställningen Into the Pixel art år 2012. Vid Gamescom-mässan i augusti 2012 vann spelet utmärkelsen "Gamescoms bästa" och "Bästa konsolspel" för båda plattformarna Playstation 3 och Xbox 360. Under samma evenemang kallade Eurogamer Dishonored för "Föreställningens spel". Deltagare i Eurogamer Expo 2012 kallade det föreställningens spel nummer ett.
Dishonored utsågs till Bästa actionäventyrsspel på Spice Video Game Awards 2012 och nominerades till utmärkelserna Bästa grafik, Bästa PS3-spel, Bästa Studio (Arkane Studios), Bästa Xbox 360-spel, och Årets spel. Det vann Inside Gaming Award för Bästa miljödesign. I DICE Interactive Achievement Awards nominerades spelet till Årets äventyrsspel och enastående prestationsutmärkelser inom Scenografi, Spelriktning, Spelteknik, och Berättelse. Visual Effects Society nominerade Viktor Antonov, Sebastien Mitton, Jean-Luc Monnet och Julien Roby för Enastående realtidsgrafik i ett datorspel. Dishonored vann också utmärkelsen Audience Choice vid Game Developers Choice Awards 2013, och fick fyra nomineringar för Bästa speldesign, Bästa narrativ, Bästa grafik och Årets spel.
Dishonored vann utmärkelserna Totalt bästa actionspel och Bästa PC-actionspel i IGN:s Best of 2012, och var nominerad till Totalt bästa spel och Bästa actionspel på båda plattformarna Playstation 3 och Xbox 360. Game Informer kallade det för det Bästa actionspelet och ett av de 50 bästa spelen från 2012. Dessutom kallade Playstation Official Magazine det för Årets spel, Official Xbox Magazine kallade det för det Bästa originalspelet, 1UP.com namngav det som ett av sina favoritspel från 2012, Jeux Video listade det på andra plats på deras lista över bästa PC-spel från 2012, och Actiontrip namngav Dishonored som det Bästa actionspelet. Spelet fick namnet Bästa Action/Äventyrsspel som en del av Yahoo! Games Game of the Year Awards 2012, och Gamespots Best of 2012-serie listade Dishonored som det Bästa Action/Äventyrsspelet, Bästa PS3-spel och Bästa Xbox 360-spel. På British Academy of Film and Television Awards 2013 tilldelades spelet utmärkelsen Bästa spel och tog emot nomineringar för Speldesign och Berättelse. Vid Golden joystick Awards 2013 fick Dishonored sex nomineringar till Årets spel, Bästa nykomling, Bästa berättande, Årets studio (Arkane Studios), Bästa visuella design och Bästa spelögonblick för "Lady Boyles Last Party". Edge namngav också Arkane Studios som Årets studio. År 2014 namngav IGN Dishonored som det 67:e bästa spelet från den sjunde konsolgenerationen, och det stod på 32:e plats på PC Gamer:s lista över Topp 100 PC-spel.
Dishonored dök upp på flera listor över de bästa spelen från 2012, och placerades på första plats av Ars Technica, CBS News, CNET, CNN, Edge, Daily Mirror, Forbes och The Guardian (ihop med XCOM: Enemy Unknown); på tredje plats av Gamefront, Metro och Paste magazine; på femte plats av USA Today; på sjätte plats av Gamespy och Joystiq; och på nionde plats av Slant Magazine. Gamasutra listade även spelet som ett av de tio bästa spelen från 2012, medan Eurogamers läsare röstade det som det bästa spelet från 2012. År 2013 rankade Gamingbolt Dishonored som det 95:e bästa datorspelet som någonsin skapats, och 2015 listade Rock, Paper, Shotgun det som det 23:e bästa PC-förstapersonsskjutaren som någonsin skapats, medan PC Gamer kallade det för det sjätte bästa PC-spelet.
| År   | Utmärkelse                              | Kategori                                        | Mottagare                                                      | Resultat  | Ref.            |
| ---- | --------------------------------------- | ----------------------------------------------- | -------------------------------------------------------------- | --------- | --------------- |
| 2012 | Spike Video Game Awards                 | Best Action Adventure Game                      | Dishonored                                                     | Vann      | [ 152 ]         |
| 2012 | Spike Video Game Awards                 | Best Graphics                                   | Dishonored                                                     | Nominerad | [ 152 ]         |
| 2012 | Spike Video Game Awards                 | Best PS3 Game                                   | Dishonored                                                     | Nominerad | [ 152 ]         |
| 2012 | Spike Video Game Awards                 | Best Studio                                     | Arkane Studios, Dishonored                                     | Nominerad | [ 152 ]         |
| 2012 | Spike Video Game Awards                 | Best Xbox 360 Game                              | Dishonored                                                     | Nominerad | [ 152 ]         |
| 2012 | Spike Video Game Awards                 | Game of the Year                                | Dishonored                                                     | Nominerad | [ 152 ]         |
| 2013 | British Academy of Film and Television  | Best Game                                       | Dishonored                                                     | Vann      | [ 173 ] [ 198 ] |
| 2013 | British Academy of Film and Television  | Game Design                                     | Dishonored                                                     | Nominerad | [ 173 ] [ 198 ] |
| 2013 | British Academy of Film and Television  | Story                                           | Dishonored                                                     | Nominerad | [ 173 ] [ 198 ] |
| 2013 | D.I.C.E. Interactive Achievement Awards | Adventure Game of the Year                      | Dishonored                                                     | Nominerad | [ 154 ]         |
| 2013 | D.I.C.E. Interactive Achievement Awards | Audience Choice                                 | Dishonored                                                     | Vann      | [ 157 ]         |
| 2013 | D.I.C.E. Interactive Achievement Awards | Outstanding Achievement in Art Direction        | Dishonored                                                     | Nominerad | [ 154 ]         |
| 2013 | D.I.C.E. Interactive Achievement Awards | Outstanding Achievement in Game Direction       | Dishonored                                                     | Nominerad | [ 154 ]         |
| 2013 | D.I.C.E. Interactive Achievement Awards | Outstanding Achievement in Gameplay Engineering | Dishonored                                                     | Nominerad | [ 154 ]         |
| 2013 | D.I.C.E. Interactive Achievement Awards | Outstanding Achievement in Story                | Dishonored                                                     | Nominerad | [ 154 ]         |
| 2013 | Game Developers Choice Awards           | Best Game Design                                | Dishonored                                                     | Nominerad | [ 156 ]         |
| 2013 | Game Developers Choice Awards           | Best Narrative                                  | Dishonored                                                     | Nominerad | [ 156 ]         |
| 2013 | Game Developers Choice Awards           | Best Visual Arts                                | Dishonored                                                     | Nominerad | [ 156 ]         |
| 2013 | Game Developers Choice Awards           | Game of the Year                                | Dishonored                                                     | Nominerad | [ 156 ]         |
| 2013 | Visual Effects Society                  | Outstanding Real-Time Visuals in a Video Game   | Viktor Antonov, Sebastien Mitton, Jean-Luc Monnet, Julien Roby | Nominerad | [ 155 ]         |
| 2013 | Golden Joystick Awards                  | Game of the Year                                | Dishonored                                                     | Nominerad | [ 174 ]         |
| 2013 | Golden Joystick Awards                  | Best Newcomer                                   | Dishonored                                                     | Nominerad | [ 174 ]         |
| 2013 | Golden Joystick Awards                  | Best Storytelling                               | Dishonored                                                     | Nominerad | [ 174 ]         |
| 2013 | Golden Joystick Awards                  | Studio of the Year                              | Arkane Studios                                                 | Nominerad | [ 174 ]         |
| 2013 | Golden Joystick Awards                  | Best Visual Design                              | Dishonored                                                     | Nominerad | [ 174 ]         |
| 2013 | Golden Joystick Awards                  | Best Gaming Moment                              | Dishonored – Lady Boyle's Last Party                           | Nominerad | [ 174 ]         |

## Uppföljare
Den 28 november 2012 angav Bethesda att försäljningen av Dishonored överträffade deras förväntningar och att som ett resultat avsåg de att utveckla Dishonored till en franchise. I juni 2015 meddelade Bethesda att en uppföljare, Dishonored 2, var under utveckling. Uppföljaren innehåller Corvo och Emily som spelbara figurer.